# Monobella rostrata
Monobella rostrata is een springstaartensoort uit de familie van de Neanuridae. De wetenschappelijke naam van de soort is voor het eerst geldig gepubliceerd in 1986 door Louis Deharveng.